# Le rouge est mis
Pour plus de détails, voir Fiche technique et Distribution.
Le rouge est mis est un film français réalisé par Gilles Grangier et sorti en 1957.

## Synopsis
Louis Bertain dit « le Blond », sous son apparence de paisible garagiste, est le chef d'une bande de truands composée de Pepito, dit « le Gitan », Fredo et Raymond. Interdit de séjour à Paris, Pierre, jeune frère du chef, se fait arrêter par la police alors qu'il sort de chez sa maîtresse, Hélène. Cherchant à se renseigner sur les activités de Louis, l'inspecteur de police Pluvier tente d'obtenir sa coopération mais Pierre refuse et retourne à la Santé. Louis rencontre Hélène et réalise immédiatement qu'il s'agit d'une garce intéressée. Il lui ordonne de ne plus revoir son frère. Remis en liberté provisoire, Pierre est embauché par Louis dans son garage. Il retourne voir Hélène, malgré l'interdiction de son frère. Un soir, Pierre surprend une conversation entre Louis et Pépito; l'organisation d'un prochain hold-up. Le lendemain, sur la route de Dourdan, l'attaque d'un transport de fonds tourne mal : Pépito tue les deux convoyeurs et blesse grièvement deux motards les ayant pris en chasse. Au cours de la course-poursuite, Raymond est abbatu. Apprenant la nouvelle par la presse, Pierre comprend que Louis et sa bande sont les auteurs du hold-up et il raconte tout à Hélène. Rentré chez lui, Louis est appréhendé par la police. Prévenu, Pépito est convaincu que Pierre les a trahis. Dans le bureau de Pluvier, Louis nie tout mais il est confronté à Fredo, dont les nerfs ont lâché et qui a tout avoué. Louis parvient à s'échapper et accourt chez Hélène, pour empêcher Pépito d'abattre son frère. Les deux gangsters s'entretuent dans l'escalier.

Principaux rôles
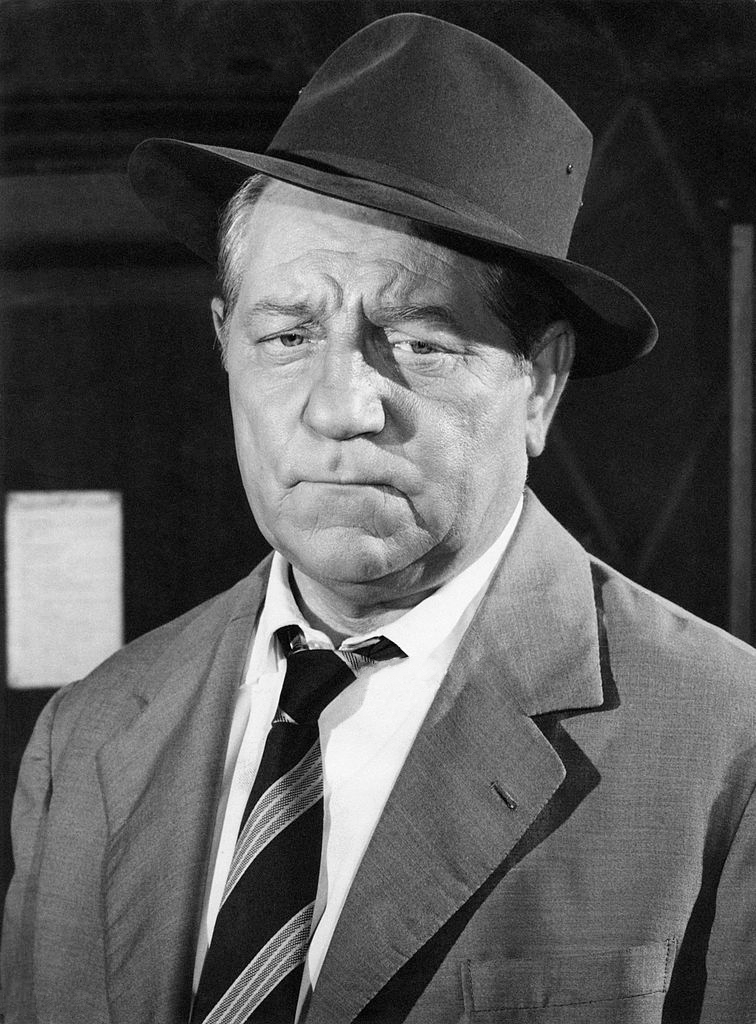
Jean Gabin (Louis Bertain)
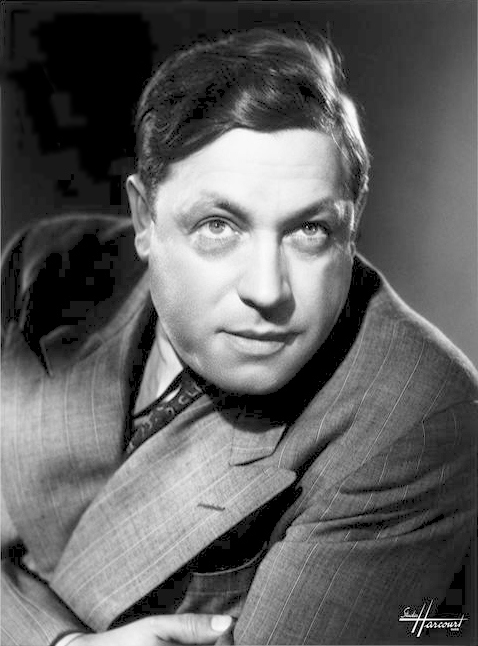
Paul Frankeur (Frédo)
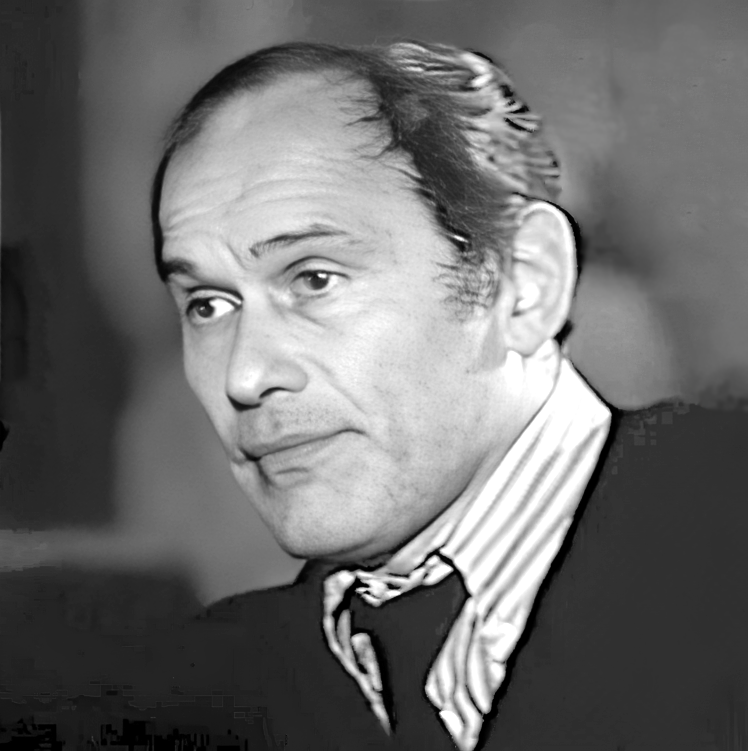
Marcel Bozzuffi (Pierre Bertain)
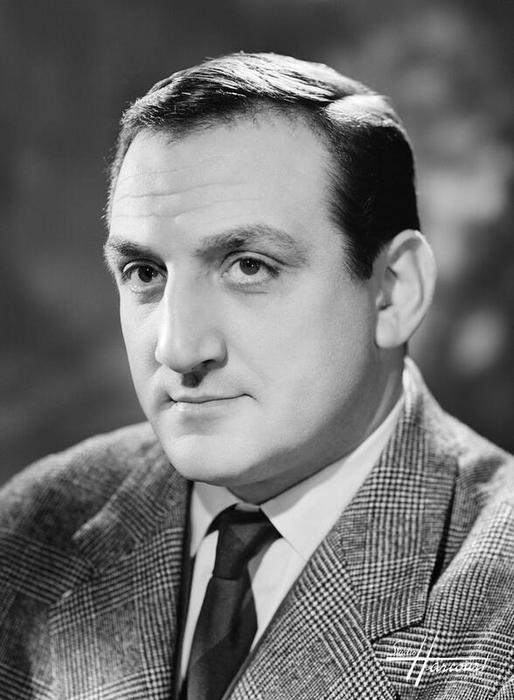
Lino Ventura (Pepito le gitan)
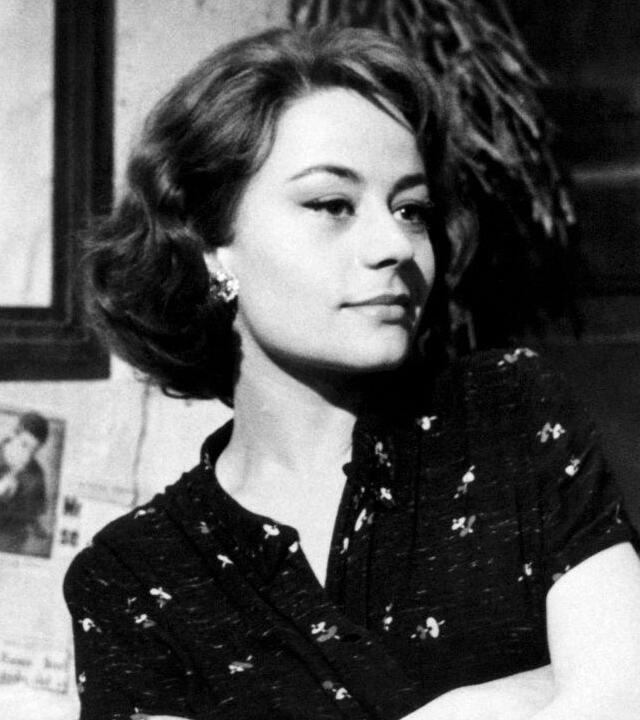
Annie Girardot (Hélène)
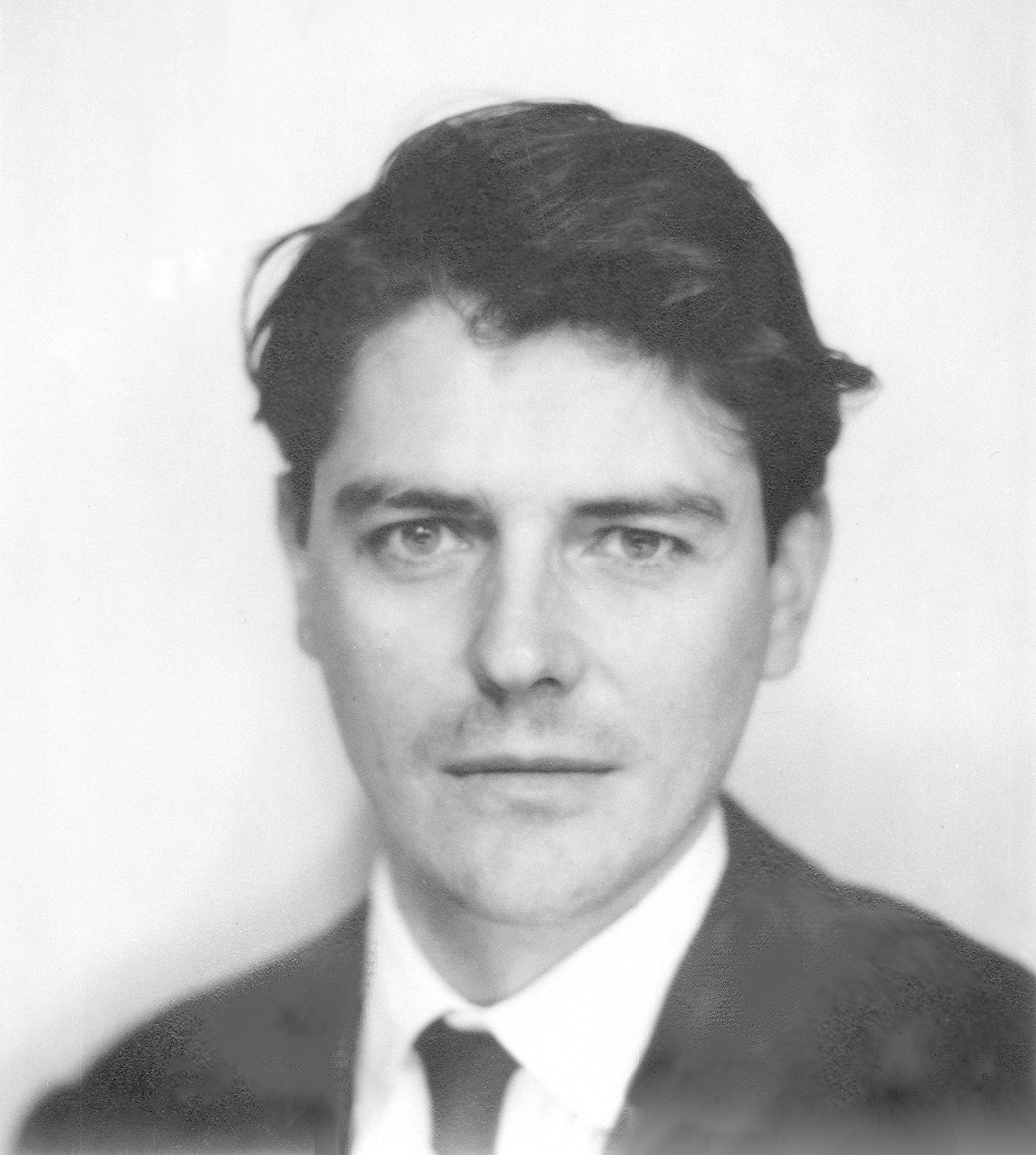
Jean-Pierre Mocky (Pierre)
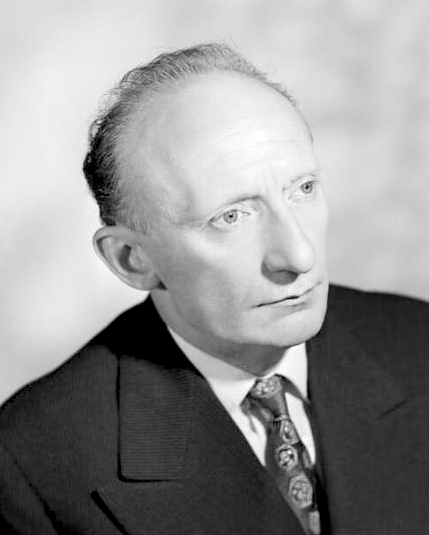
Lucien Raimbourg (Jo)
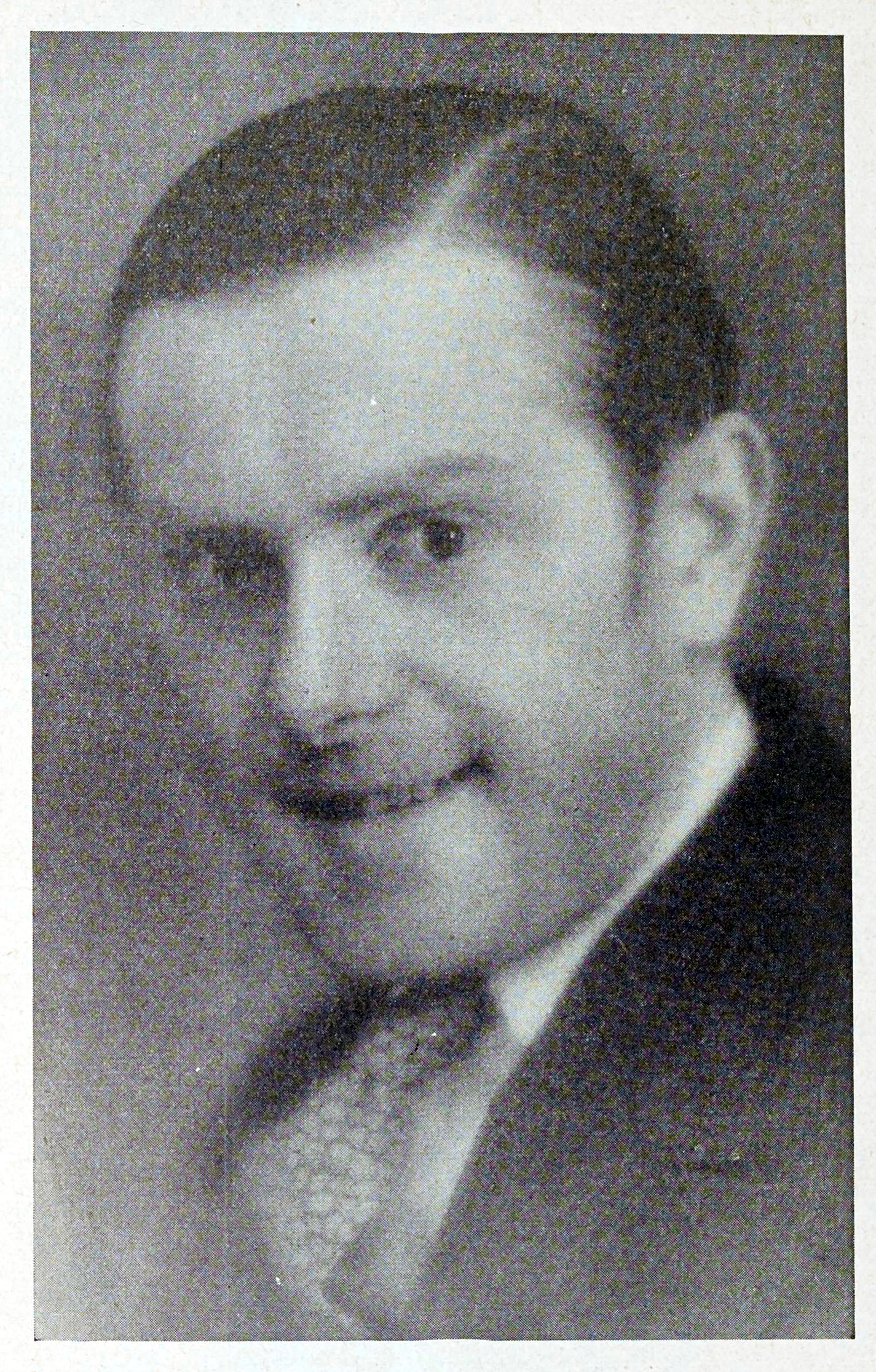
Gabriel Gobin (inspecteur Bouvard)
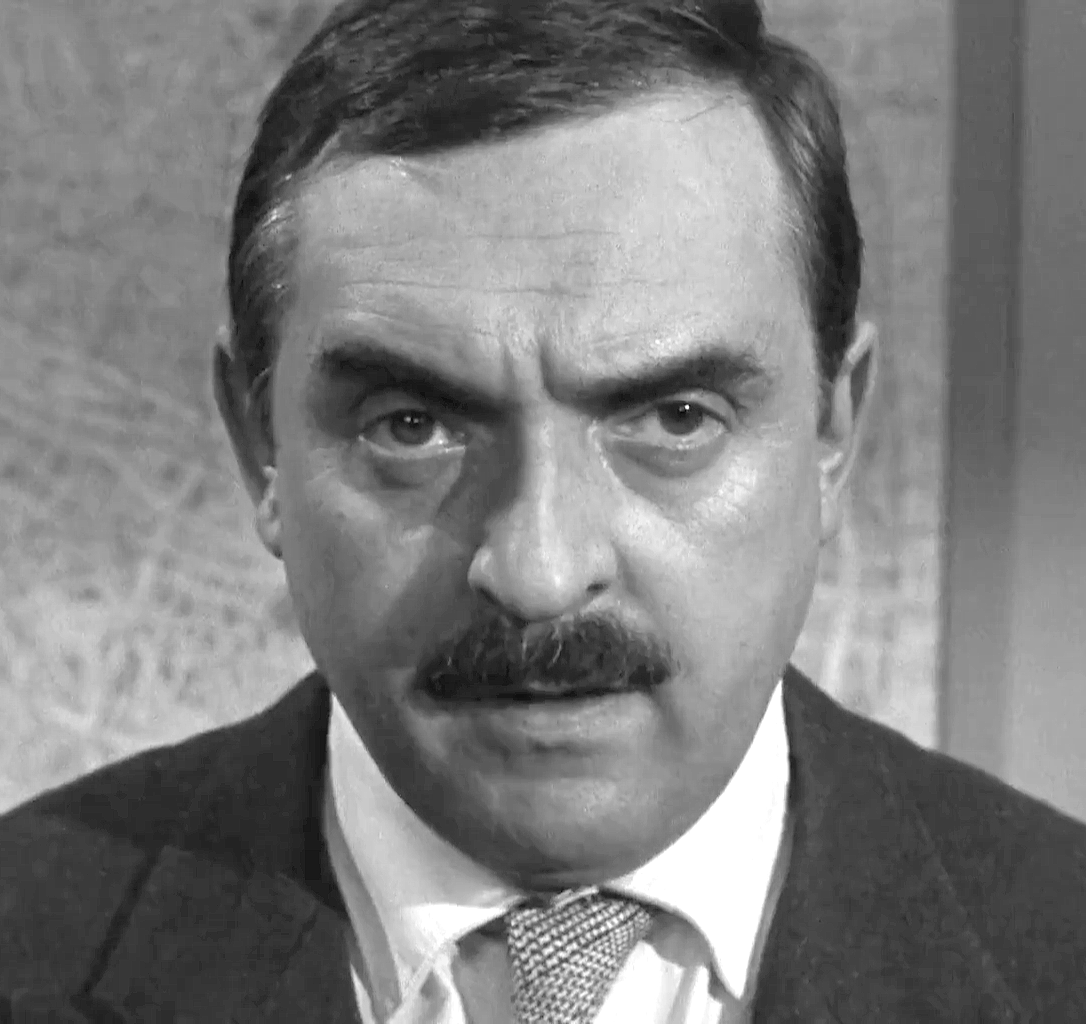
Jacques Marin (flic de garde)

## Fiche technique
- Réalisation : Gilles Grangier, assisté de Jacques Deray, Jacques Rouffio
- Scénario et dialogue : Michel Audiard, Gilles Grangier, Auguste Le Breton (d'après son roman éponyme)
- Décors : Robert Clavel, assisté de Henri Morin, Marc Desage ; Nicolas Wilcke (maquette)
- Costumes : Tina Banquarel, Irène Pawlof
- Photographie : Louis Page, assisté de Marc Champion
- Effets spéciaux : Michel Ygouf
- Son : Jean Rieul, assisté de Maurice Rémy et Marcel Corvaisier
- Montage : Jacqueline Sadoul, assistée de Jacqueline Brachet et Christian Gaudin
- Musique : Denis Kieffer
  - Orchestre sous la direction de Serge Baudo, trompette solo : Georges Jouvin (Ééditions Fortin, Énoch & Cie)
- Production : Jacques Bar, Alain Poiré
- Société de production : Société Nouvelle des Etablissements Gaumont - Cité Films
- Société de distribution : Gaumont
- Genre : film policier
- Format : Noir et blanc - 35 mm - 1,37:1 - son mono (Western Electric Sound System)
- Durée : 85 minutes
- Date de sortie : 
  - France : 12 avril 1957
- Classification : interdit aux moins de 16 ans lors de sa sortie en salles en France[2], réévaluée en tous publics par le CNC depuis 1990[3].

## Distribution
| - Jean Gabin : Louis Bertain, dit « Louis le Blond » - Paul Frankeur : Frédo - Marcel Bozzuffi : Pierre Bertain - Lino Ventura : Pepito le gitan - Annie Girardot : Hélène - Jean-Pierre Mocky : Pierre - Albert Dinan : l'inspecteur principal Pluvier - Antonin Berval : Zé - Thomy Bourdelle : un inspecteur - Serge Lecointe : Bébert - Jacques Dutheil : un jeune habitué du bar (au flipper) - Georges Peignot : Mimile - Lucien Raimbourg : Jo - Gabriel Gobin : l'inspecteur Bouvard - Jean Bérard : Raymond le matelot - Gaby Basset : Hortense - Gina Niclos : Madame Bertain - Lucienne Legrand : la jolie femme du garage - Jacques Josselin : Antoine - Claude Nicot : le jeune homme efféminé - Albert Michel : l'employé du garage - Jacques Marin : un flic de garde - André Garret : le chauffeur - René Hell : la Grenouille - Robert Leray : un inspecteur - Charles Bouillaud : un inspecteur | - Georges Carrère : le premier agent - Pierre Even : le garçon coiffeur - Dominique Boschero ou Lucienne Muller : Dolorès - Noëlle Caputo ou Lisa Jouvet : la serveuse - Albert Montigny : le premier flic de la PJ - Maurice Francey : le commandant de gendarmerie - Jean Degrave : Maurice - Georges Demas : le chauffeur de la 203 - Sylvain Lévignac : le convoyeur de la 203 - Nicole Fabrice : une manucure - Liliane David : une manucure - Noëlle Hussenot : une amie d'Hélène - René Bernard : le cascadeur à moto - Henri Coutet : un serveur du café À la bonne santé - Laure Paillette : Clémence - Marcel Rouzé : un agent au commissariat - Christian Brocard : un passant lors de l'arrestation - Marcel Bernier : un beloteur au bistrot - Guy Laroche : Mi-Fa-Sol - Louis Gérardin : Toto - André Auguet : le patron du café qui signale l'arrestation - Pierre Vaudier : un inspecteur - Maurice Magalon : le docteur - René Worms : le chirurgien |

## Production
Le tournage a eu lieu à Franstudio de Saint-Maurice du 14 janvier au 9 mars 1957.

## Autour du film
Le 36, quai des Orfèvres apparaît dans le film.